# فيزادان
فيزادان هي قرية في مقاطعة أصفهان، إيران. عدد سكان هذه القرية هو 792 في سنة 2006.